# Heilige Familie (Osterholz-Scharmbeck)

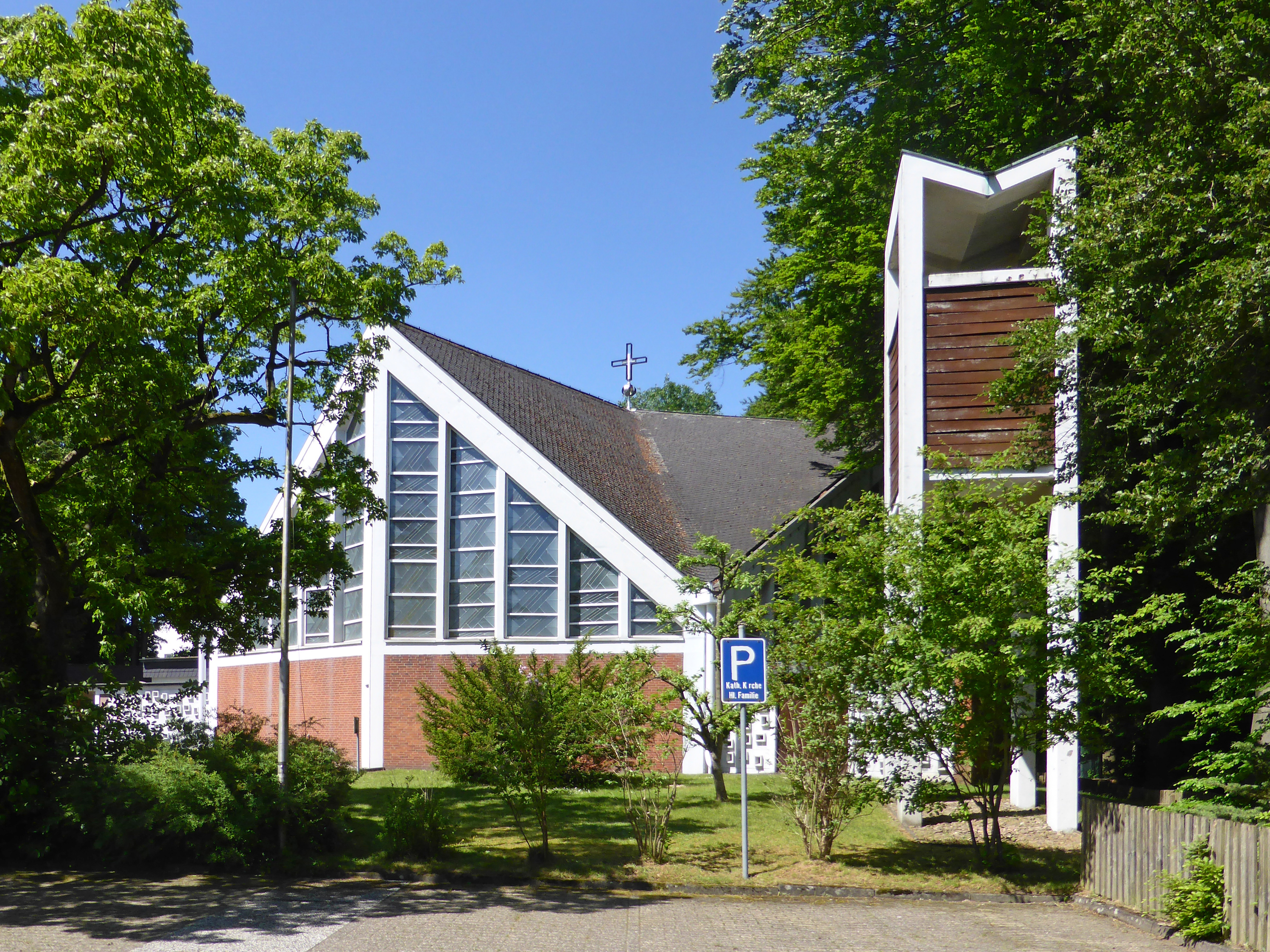
Kirche mit Glockenturm

Heilige Familie ist die römisch-katholische Kirche in Osterholz-Scharmbeck, der Kreisstadt des Landkreises Osterholz in Niedersachsen. Die nach der Heiligen Familie benannte Kirche ist die Pfarrkirche der Pfarrei Heilige Familie im Dekanat Bremen-Nord des Bistums Hildesheim. Die Kirche steht im Ortsteil Osterholz auf dem Grundstück Waldweg 1 im Südosten von Osterholz-Scharmbeck unweit vom Stadion am Klosterholz.

## Geschichte
Durch die Flucht und Vertreibung Deutscher aus Mittel- und Osteuropa 1945–1950 vergrößerte sich die Zahl der Katholiken im seit der Reformation protestantisch geprägten Osterholz-Scharmbeck und den umliegenden Ortschaften erheblich. 1947 bekam die Gemeinde mit Pfarrer Johannes Jenke ihren ersten Geistlichen. Er stammte, wie auch viele der Gemeindemitglieder, aus Schlesien. Zunächst wurde am Waldweg eine Barackenkirche eingerichtet, die auf einem gemauerten Sockel stand und 1948 eingeweiht wurde.
1957 erfolgte die Gründung eines Kirchbauvereins. Nachdem die Barackenkirche seit Ende der 1950er Jahre baufällig war, wurde sie 1965 abgerissen. Am 2. April 1967 wurde der Grundstein für die heutige Kirche gelegt, die am 15. Juni 1968 durch Bischof Heinrich Maria Janssen geweiht wurde.
Im Jahr 2000 wurde eine Seelsorgeeinheit gegründet, die neben der Pfarrgemeinde Heilige Familie (Osterholz-Scharmbeck) auch die Pfarrgemeinden St. Birgitta (Bremen) und Guter Hirt (Lilienthal) mit ihrer Filialkirche Maria Frieden (Worpswede) umfasste. Zum 1. September 2012 wurden die Pfarrgemeinden der Seelsorgeeinheit zur heutigen Pfarrei zusammengeschlossen.

## Architektur und Ausstattung

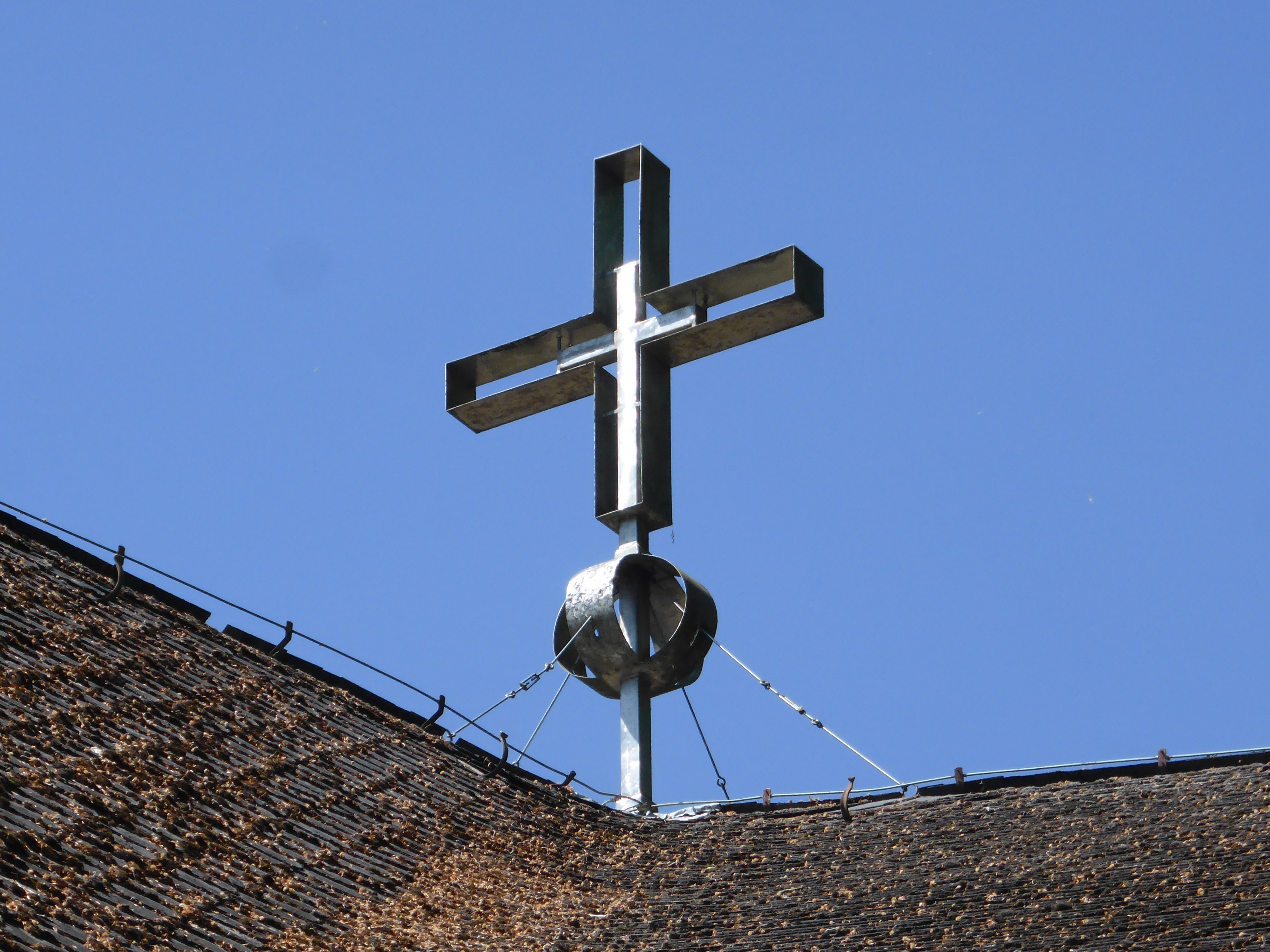
Kreuz

Die Kirche ist ein Zentralbau aus einer Stahlkonstruktion, Ziegelmauerwerk und Glas, einem Zeltdach und einem freistehenden Glockenturm. Sie entstand nach Plänen des Architekten Josef Fehlig. Der Innenraum ist, mit Ausnahme eines Kreuzwegs, kaum mit Bilderschmuck ausgestattet. Dominiert wird der Innenraum von einem monumentales, rot gefasstes Kreuz, ohne Corpus, das in der Mitte des Zeltdachs befestigt ist. Neben dem Haupteingang der Kirche befindet sich ein Flachrelief mit einer Darstellung der Heiligen Familie.